# قلعه ایلود (بستک هرمزگان)
 قلعۀ ایلود قلعه‌ای تاریخی واقع در روستای ایلود از توابع بخش مرکزی شهرستان بستک در غرب استان هرمزگان، یکی از آثارهای تاریخی و از نقاط دیدنی استان هرمزگان در جنوب ایران است.
«قلعۀ ایلود» یکی از محکم‌ترین قلعه‌های بستک بوده‌است. آثار این دژ برفراز قلۀ کوه ایلود باقی‌مانده‌‌است.

## مصالح به کاررفته در بنا قلعه
مصالح به کاررفته، سنگ‌های بزرگ و ملاط آن گِل و گچ و ساروج است.
درب ورودی قلعه از جنوب بوده‌است که دارای در بزرگ چوبی با گل میخ و کنده کاری بوده‌است. بعد از ورودی اصلی یک هشتی بزرگ وجود داشته که دارای هشت طاقچه ساده بوده. زمانی که انسان از هشتی وارد حیاط بیرونی می‌شده، در جبهه شمالی آن یک ردیف پلکان به طبقه دوم منتهی می‌شده‌است، و یک درب چوبی ساده، آن را به اندرونی وصل می‌کرده‌است. در جبهه باختری نیز یک پلکان به طبقه دوم می‌رود. در این طبقه یک ایوان با ستون‌های سنگی و گچ بری‌های ساده وجود دارد. این ایوان از طرف پنج در چوبی به اتاقی راه می‌یابد که باختر آن قرار دارد. در این اتاق یک گچ بری با تزیینات گل و بوته وجود دارد که فاقد هرگونه تزیین است و در جبهه باختری از طریق پلکانی به طبقه دوم راه می‌یافته‌است.

## ویرانی قلعه
متأسفانه در اثر بی‌توجهی مسؤولین و به مرور زمان قلعه به‌طور کامل ویرانه شده‌است، و فقط قسمتی از دیوار شمالی قلعه باقی مانده‌است. خرابه‌ها وآثارهای شالدهای باقی‌مانده نشان می‌دهد که قلعه‌ای بسیار مستحکمی بوده‌است.